# Даніель Гаррвіц
Даніель Гаррвіц (нім. Даніель Гарвіц; 22 лютого 1821, Бреслау — 2 січня 1884, Больцано) — німецький шахіст, один з найсильніших у Європі в середині XIX століття. Шаховий літератор, автор підручника шахової гри (1862).
Більшу частину свого життя прожив у Лондоні і Парижі. У 1846—1860 зіграв 16 матчів; перший з них програв Говардові Стаунтону (1846; +9 -12 =1); у більшості партій Стаунтон давав Гаррвіцу фору (пішака f7 і 1-2 ходи вперед). 1846 року переміг у матчах Джорджа Вокера — 5 : 3, Е. Вільямса — 3 : 2 і Дж. Медлі — 11: 7. У Бреслау зіграв унічию з Адольфом Андерсеном — 5: 5 (1848).
У 1848—1953 Гаррвіц переміг Карла Маєта (1848; +5 -2 =2), Бернграрда Горвіца (1849; +7 -6 =2), Вільямса (1852; +7 -0 =3; 1853; +7 -2 =3), Йожефа Сена (1853; +3 -1 =1), Йоганна Левенталя (1853; +11 -10 =10). У 1853—1854 видавав у Лондоні журнал «British Chess Review». Програв невеликий матч Андерсену (1858): +1 -3 =3. У матчі з Полом Морфі (1858) Гаррвіцу вдалося виграти так звану попередню партію, а потім дві матчеві. Загальний рахунок матчу був, однак, на користь Морфі (+5 -2 =1); кращого результату проти Морфі не досяг жоден шахіст світу.
Гру Гаррвіца високо оцінили сучасники: «він, безперечно, належить до числа найвизначніших шахістів нашого часу. Чудова оригінальність, надзвичайна тонкість міркувань і швидкість — становлять відмінні риси його таланту» («Шаховий листок» 1858).
Отримавши спадщину після смерті батька оселився в Боцені, де й помер 2 січня 1884 року; похований на місцевому єврейському цвинтарі.

## Книги
- Lehrbuch des Schachspiels, В., 1862;
- Ein deutscher Vorkampfer des Schachs im Ausland, в кн.: Bachmann L., Aus vergangenen Zeiten, Bd 2, В., [1922].